# Kozlovs spitsmuis
De kozlovs spitsmuis (Sorex kozlovi)  is een zoogdier uit de familie van de spitsmuizen (Soricidae). De wetenschappelijke naam van de soort werd voor het eerst geldig gepubliceerd door Stroganov in 1952.

## Voorkomen
De soort komt voor in China.